# Soroban

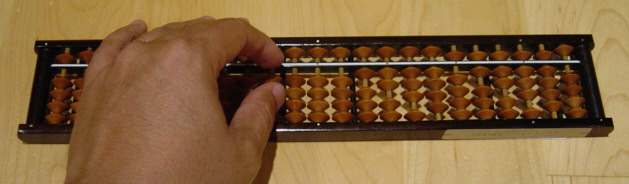
Soroban. Le 10 colonne più a destra compongono il numero 1234567890

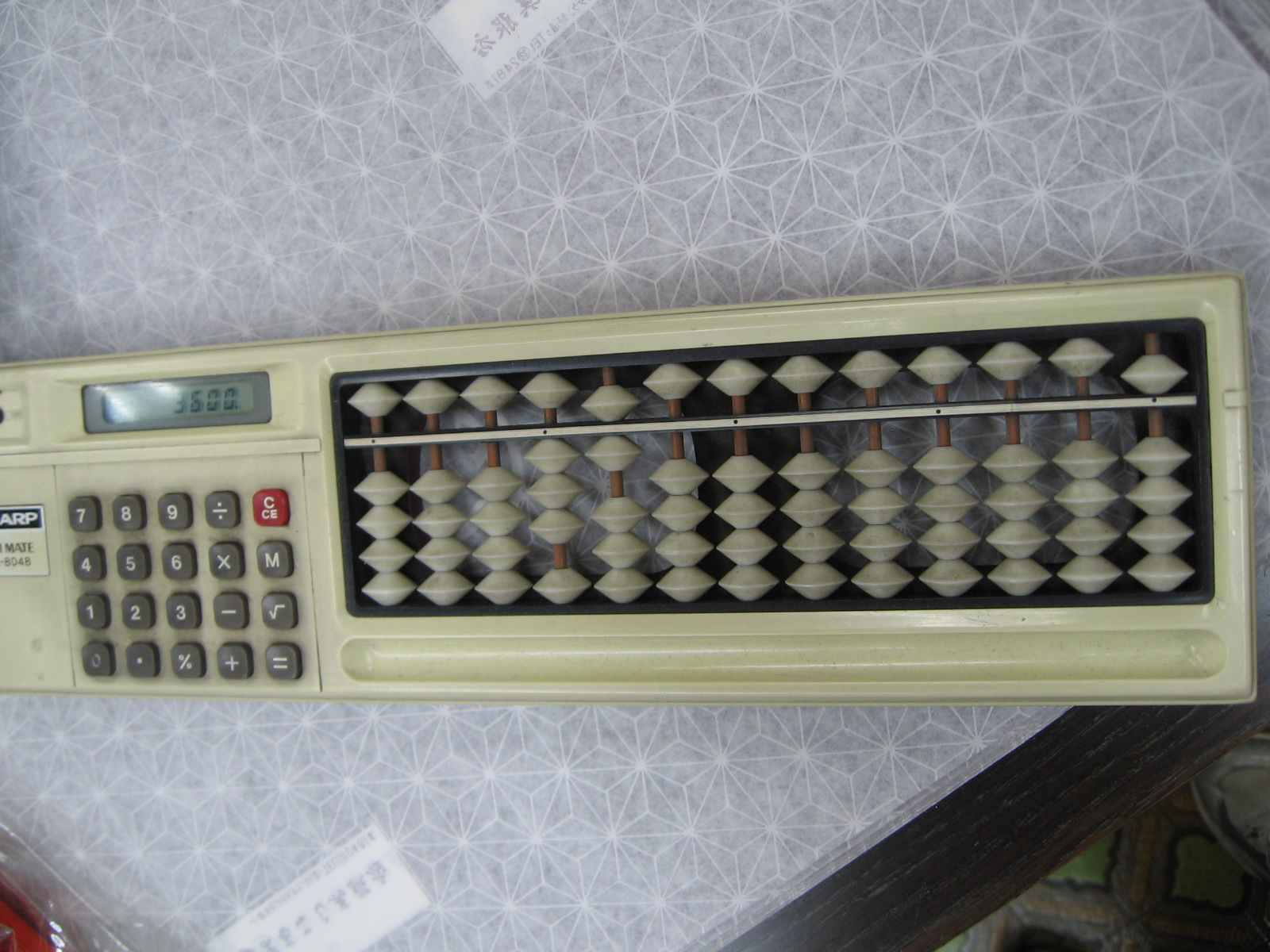
Calcolatrice Sharp dotata di soroban

Il soroban (算盤?) è un abaco giapponese. Derivato dal suanpan, fu introdotto in Giappone nel XVI secolo.
Su ogni fila sono presenti 5 grani. I quattro inferiori hanno il valore delle unità, mentre quello superiore equivale a 5.